# Let's play
Il let's play (lett. "giochiamo"), a volte anche chiamato gameplay (come il gameplay) o playthrough (lett. "gioca attraverso"), è una registrazione di una partita di un videogioco, spesso commentata, pubblicata sul web per un pubblico. 
Il metodo di diffusione più ampio è tramite video, ma sono usate anche modalità esclusivamente scritte o corredate da immagini.

## Storia
Sebbene la modalità di parlare di un gioco mostrandone il gameplay attraverso un video fosse già comune da parte della critica, in diverse lingue, il vero e proprio termine let's play venne coniato sul forum Something Awful per un gameplay ad immagini di The Oregon Trail. Il termine fu coniato per indicare la volontà degli autori del thread di interagire con gli utenti per proseguire nel gioco, elemento che però ha perso la centralità con la diffusione di queste modalità. I let's play erano originariamente descritti solo tramite testo o immagini, per le capacità limitate di caricamento dei siti su cui ospitavano: la modalità video è poi diventata la più diffusa e popolare, soprattutto nel primo decennio del XXI secolo, anche grazie alla diffusione di YouTube.
Nel secondo decennio, la prevalenza di questa forma si è attenuata a favore dello streaming non montato.

## Struttura
In generale, al let's play possono essere dati diversi toni, fra cui informativo, quando si vuole far sapere tutto di un gioco e aiutare a finirlo al completamente, in maniera simile al walkthrough, e umoristico, quando gli eventi nel gioco vengono reinterpretati per far ridere. È anche possibile usarli come metodo per fare roleplay, o usare il mondo del gioco per creare una storia. Specie per i playthrough composti da solo testo e/o immagini, è comune chiedere agli spettatori input sulle azioni da prendere nel gioco, rendendoli più interattivi.
I metodi qua descritti possono essere mescolati fra di loro.

### Testo
Un gameplay di solo testo descrive quanto avviene nel gioco, occasionalmente riprendendo termini o testo che appare durante la partita.

### Immagini
Per realizzare let's play basati su immagini, è comune prendere screenshot del gioco e commentarli tramite righe di testo sottostanti.

### Video
La partita viene registrata da un sistema di cattura esterno. Può essere fortemente editata nel processo, o commentata, attraverso scritte sovrimposte, solo a voce o con la presenza di una camera che inquadra il giocatore, solitamente posta in alto a destra. È il sistema di let's play più diffuso, e per i giochi più lunghi viene spesso diviso in parti. Originariamente conosciuto con la sigla VLP (Video Let's Play).

#### Non commentato
Variante dei let's play in forma video, questi riportano la partita di un gioco nella sua interezza, spesso in un unico video, senza alcun tipo di commento. Questa tipologia viene spesso confusa coi longplay, video creati non per scopo di visione di un gioco non a disposizione, ma per fattore nostalgia.

## Diffusione
Molti dei primi Youtuber a essere diventati star internazionali e miliardari, come PewDiePie, Jacksepticeye o Markiplier, hanno incominciato la loro carriera registrando video let's play. Questa tipologia di video è stata ripresa anche in altre nazioni, come in Germania (Gronkh, Rewindside) e Italia (Favij, Lyon), Il sistema dei gameplay viene anche utilizzato dalla critica di videogiochi, e da alcune case editrici. 
Il posto dei let's play nel sistema di copyright è complesso: sebbene, secondo le regole attuali, la casa editrice del videogioco possa scegliere alle piattaforme di rimuovere il gioco, se non sono abbastanza trasformativi, questi generano molta pubblicità e aspettativa che conviene alle stesse case, e vengono quindi solitamente ignorati.
Negli anni 2010, lo streaming in diretta ha sempre più preso il posto dei let's play.